# Ambrózy Ágoston (író)
Sédeni Ambrózy Ágoston (Sátoraljaújhely, 1914. november 20. – Budapest, 1998. szeptember 9.) költő, író.

## Életútja
Szülei Ambrózy Ágoston (1879–1968) jogász és Ferenczy Aranka. Testvére Ambrózy György (1927–1985) orvos, neurológus. A középiskolát Sátoraljaújhelyen kezdte, 1931-ben tett érettségi vizsgát a budapesti cisztercita gimnáziumban. 1935-ben jogi diplomát szerzett a budapesti tudományegyetemen, ezután az 1930-as és az 1940-es években számos napilap és hetilap munkatársa volt. Költeményeiben a zempléni tájakat, embereket énekelte meg. 1940-ben költői munkásságát Baumgarten-jutalommal ismerték el.

## Ismertebb munkái
- Madár (versek, 1939)
- Séta (versek, 1940)
- Június. Ifj. Ambrózy Ágoston, Békeffy Gábor, Dobozy Imre, Puszta Sándor, Rolla Margit, cserei Szász László, Taksonyi Pál, Turbók Gyula versei; Bartha Miklós Társaság, Bp., 1941
- Tíz perc (regény, 1942)
- Az élők titka (kisregény, 1943)
- Baba. Regény; Duna, Bp., 1943
- Állatkert (versek, 1944)
- Kék rapszódia (elbeszélés, 1944)
- Asszonyok háza. Zenés vígjáték; zenéjét szerezte Fényes Szabolcs; Művelt Nép, Bp., 1952 (Színjátszók könyvtára)
- Sógorok – komák. Szatíra; rendezői utasítás Bálint György; Művelt Nép, Bp., 1953 (Színjátszók könyvtára)
- Választás. Egyfelvonásos; Népszava, Bp., 1953 (Műsorfüzet)
- Hősköltemény "A kapca-műszakról"; inː Műsorfüzet. Három vidám jelenet; szerk. SZOT Kultúrnevelési Osztálya; Művelt Nép, Bp., 1953
- A debreceni lunátikus. Vígjáték; Jókai Mór elbeszélése nyomán színpadra alkalmazta Ambrózy Ágoston; Népszava, Bp., 1955 (Színjátszók könyvtára)
- A debreceni lunatikus (zenés vígjáték, 1955)
- Borostyán (Schubert életregénye, 1959)
- Carmencita. Egy remekmű bukásának regénye (Bizet életregénye, 1961, Berlinben német nyelven is megjelent 1968-ban)
- Télapó meg az állatgyerekek; vers Ambrózy Ágoston, rajz Gábor Éva; Minerva, Bp., 1962
- Világos pillanat (Schumann életregénye, 1964)
- Napóra. Beethoven – Bettina – Goethe. Regény; Zeneműkiadó, Bp., 1971

## Műfordításai
- Shakespeare: Felsült szerelmesek (1947)
- George Tabori: A köd mögött. Regény. (Bp., 1947)
- Johannes Linnankoski: Dal a tűzpiros virágról. Regény. (Bp., 1948)
- Henry Bellamann: Victoria Grandolet. Regény. (Bp., 1948).

## Magyar Rádió
- Kemény Egon - Ignácz Rózsa - Soós László - Ambrózy Ágoston: „Hatvani diákjai” (1955) rádiódaljáték 2 részben. Hatvani professzor – Bessenyei Ferenc, Kerekes Máté – Simándy József, női főszerepben: Petress Zsuzsa további szereplők: Mezey Mária, Tompa Sándor, Sinkovits Imre, Zenthe Ferenc, Bende Zsolt,  Horváth Tivadar, Kovács Károly, Hadics László, Gózon Gyula, Csákányi László, Dénes György és mások. A Magyar Rádió (64 tagú) Szimfonikus  Zenekarát  Lehel György vezényelte, közreműködött a Földényi-kórus 40 tagú  férfikara. Zenei rendező: Ruitner Sándor.  Rendező: Molnár Mihály és Szécsi Ferenc. 2019 - Kemény Egon kétszeres Erkel Ferenc-díjas zeneszerző halálának 50. évfordulója esztendejében CD-újdonságként jelentek meg a  "Hatvani diákjai" és a  "Komáromi farsang" című daljátékai eredeti rádió-hangfelvételeinek (1955, 1957) digitalizált (2019) dupla-albumai.